# Lucien Muratore

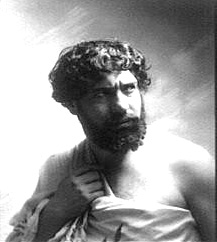
Lucien Muratore nel ruolo di Hercule in Déjanire di Camille Saint-Saëns

Lucien Muratore (Marsiglia, 29 agosto 1876 – Parigi, 16 luglio 1954) è stato un attore e tenore francese, particolarmente impegnato nel repertorio francese.

## Biografia
Lucien Muratore nacque a Marsiglia da genitori italiani piemontesi. Si formò prima come cornista e poi come attore. Debuttò al teatro Odéon di Parigi, dove recitò al fianco di attrici come Sarah Bernhardt e Réjane. Studiò poi al Conservatorio di musica di Parigi e fece il suo debutto operistico nel 1902, all'Opéra-Comique, creando Il re ne La carmélite di Reynaldo Hahn.

## Carriera
Debuttò a La Monnaie di Bruxelles nel 1904, come Werther, e l'anno successivo al Palais Garnier, come Renaud in Armide di Lully.
Creò diverse opere di Massenet, come Ariane e Bacchus, all'Opéra e Roma a Monte Carlo. Partecipò inoltre alla creazione di La Catalane di Le Borne, Monna Vanna di Henry Février, Déjanire di Camille Saint-Saëns e Pénélope di Gabriel Fauré.
Divenne il più importante tenore francese con la Boston Opera Company, la Chicago Grand Opera Company (1913-1914), la Chicago Opera Association (1915-1921) e la Chicago Civic Opera (1922). Apparve anche al Teatro Colón di Buenos Aires. 
Muratore si ritirò dalle scene nel 1931. Fu sposato prima con il soprano Marguerite Bériza e poi con il soprano Lina Cavalieri, con la quale apparve in un film muto, Manon Lescaut, nel 1914.
Nel 1944 Muratore fu per alcune settimane Direttore dell'Opéra-Comique ma fu rimosso alla Liberazione di Parigi.
La sua arte nel canto era a volte quasi oscurata dal suo immenso talento di attore e dall'eleganza sul palcoscenico.
Tra i suoi allievi figurava Kenneth Neate, a cui regalò alcuni dei suoi costumi per Don José (la Carmen di Bizet).

## Repertorio
| Ruolo             | Titolo            | Autore      |
| ----------------- | ----------------- | ----------- |
| Don José          | Carmen            | Bizet       |
| Gérard            | Lakmé             | Delibes     |
| Ulysse            | Pénélope          | Fauré       |
| Federico Loewe    | Germania          | Franchetti  |
| Loris Ipanov      | Fedora            | Giordano    |
| Vassili           | Siberia           | Giordano    |
| Faust             | Faust             | Gounod      |
| Vincent           | Mireille          | Gounod      |
| Roméo             | Roméo et Juliette | Gounod      |
| Canio             | Pagliacci         | Leoncavallo |
| Renaud            | Armide            | Lully       |
| Des Grieux        | Manon             | Massenet    |
| Werther           | Werther           | Massenet    |
| Thesée            | Ariane            | Massenet    |
| Bacco             | Bacchus           | Massenet    |
| Lentulus          | Roma              | Massenet    |
| Orphée            | Orphée aux enfers | Offenbach   |
| Mario Cavaradossi | Tosca             | Puccini     |
| Hercule           | Déjanire          | Saint-Saëns |
| Herodes           | Salomè            | Strauss     |
| Wilhelm Meister   | Mignon            | Thomas      |
| Alfredo Germont   | La traviata       | Verdi       |

## Filmografia selezionata
- The Shadow of Her Past (1915)
- La rosa di Granata (1916)
- A Woman of Impulse (1918)
- The Unknown Singer (1931)
- The Faceless Voice (1933)